# Geddel Vieira Lima
Geddel Quadros Vieira Lima ComMM (Salvador, 18 de março de 1959) é um administrador de empresas, pecuarista, cacauicultor e político brasileiro, filiado ao Movimento Democrático Brasileiro (MDB). 
Foi deputado federal eleito cinco vezes consecutivas pelo MDB da Bahia, além de  ministro da Integração Nacional do governo Lula, vice-presidente de pessoa jurídica da Caixa Econômica Federal, no governo Dilma e ministro de Governo no Palácio do Planalto sob a gestão Michel Temer, tendo sido demitido aos seis meses no governo, após virem a público denúncias de corrupção feitas por outro ministro de Temer, Marcelo Calero.
Foi preso preventivamente no dia 3 de julho de 2017, na Operação Greenfield, solto no mesmo mês para cumprimento em prisão domiciliar, e preso novamente em setembro de 2017, após a apreensão de mais de 51 milhões de reais em espécie em um apartamento ligado a Geddel. É irmão do deputado federal Lúcio Vieira Lima.
Em 22 de outubro de 2019, a Segunda Turma do Supremo Tribunal Federal (STF) condenou o ex-ministro a 14 anos e dez meses de prisão em regime fechado; seu irmão Lúcio foi igualmente condenado.
Em fevereiro de 2022, o ministro Edson Fachin deferiu seu pedido de liberdade condicional.

## Biografia

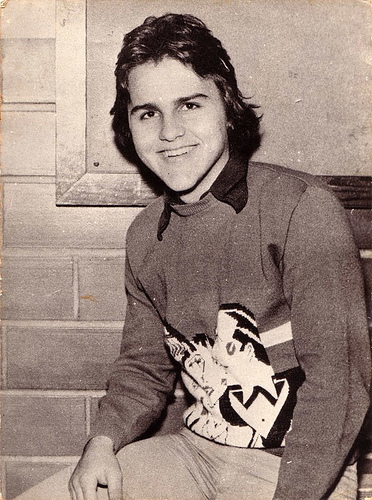
Geddel quando adolescente.

Geddel é filho de Afrísio de Sousa Vieira Lima (m. 10 de outubro de 2016) e de Marluce Quadros Vieira Lima, da família Quadros. Seu pai foi vereador de Itaquara entre 1963 e 1967, deputado estadual entre 1971 e 1975, deputado federal pela Bahia entre 1975 e 1987 e secretário de Segurança Pública do governo da Bahia na gestão de Nilo Coelho (1987-1991).
Na adolescência, na década de 1970, estudou com o cantor e compositor Renato Russo no Colégio Marista de Brasília.
Em 1978, iniciou o curso de Administração de empresas na Universidade de Brasília (UnB), concluindo três anos depois.
Em 1979, tornou-se assistente parlamentar da Câmara dos Deputados até 1981. Dois anos depois foi nomeado diretor do Banco do Estado da Bahia S.A. (Baneb), exercendo o cargo até 1984. Entre 1988 e 1989, foi assessor da Casa Civil da Prefeitura Municipal de Salvador. Em seguida foi nomeado presidente da Empresa de Assistência Técnica e Extensão Rural da Bahia (EMATER-BA), função que desempenhou até 1990.
Como administrador, exerceu a função de diretor da corretora do Banco do Estado da Bahia (BANEB), entre 1983 a 1984. Neste cargo, Geddel foi acusado de ter se favorecido com rendimentos acima da média em aplicações bancárias. Mas, em 1987, um relatório do Banco Central definiu pelo arquivamento do processo por não haver indícios de irregularidade na atuação do ex-diretor. O caso não foi à Justiça por falta de provas.
Geddel Vieira Lima também foi assessor da Casa Civil da Prefeitura de Salvador, entre 1988 e 1989; diretor da Empresa Baiana de Águas e Saneamento (EMBASA), em 1989; e presidente EMATER-BA em 1990, ano em que se filiou ao PMDB e deu início à sua carreira na disputa por cargos eletivos.

## Atuação parlamentar
Foi eleito deputado federal pela Bahia para a legislatura 1991 a 1995, tendo sido reeleito por mais quatro vezes. No Congresso, foi líder da bancada do seu partido, reconduzido ao cargo por três vezes. Foi também presidente da Comissão de Finanças e Tributação, além de primeiro secretário da Mesa Diretora da Câmara dos Deputados. Nesta função, fez da Câmara a primeira casa legislativa do Brasil a publicar suas contas na Internet, num sistema de transparência que permite o acesso irrestrito a todas as despesas dos deputados, gastos com viagens e processos de licitação.
Em 2000, durante seu terceiro mandato, Geddel foi admitido pelo presidente Fernando Henrique Cardoso à Ordem do Mérito Militar no grau de Comendador especial.

### Anões do Orçamento
Geddel é citado no escândalo envolvendo os chamados "Anões do Orçamento", descoberto em 1993, em que parlamentares manipulavam emendas orçamentárias com a criação de entidades sociais fantasmas ou participação de empreiteiras no desvio de verbas. O esquema era comandado pelo deputado baiano João Alves, que ficou conhecido por referir ter ganhado 56 vezes na loteria apenas em 1993. Geddel era apoiado político de João Alves e cuidou da liberação de várias emendas para ele. Foi acusado também de ter recebido verba de empreiteiras.
Na época foi também citada a suposta participação de seu pai, Afrísio Vieira Lima, através de uma gravação em que há indícios de seu envolvimento, o que não ficou comprovado. Geddel foi à defesa de seu pai e acusou João Alves, líder do esquema, de tramar contra ele.
Em 2002, foi chamado pelo ex-presidente Itamar Franco, então governador de Minas que disputaria as prévias do partido à Presidência, de "percevejo de gabinete".
Em 2001, o então presidente do Senado, Antonio Carlos Magalhães divulgou um vídeo intitulado “Geddel vai às compras”, sobre o suposto enriquecimento ilícito de Geddel e sua família e compra de votos.

### Grampos de Otto Alencar
Em 2002 foi vítima, junto com outros parlamentares, do Escândalo dos Grampos, no qual várias personalidades tiveram seus celulares grampeados ilegalmente em uma operação comandada pelo governador interino à época, Otto Alencar. Em 2011, Geddel denunciou à Polícia Federal que novamente seria vítima de grampo comandando pelo então Vice-governador Otto Alencar.

## Ministro da Integração Nacional
Apesar de ter sido crítico ferrenho do primeiro governo Lula, em 2007 Geddel foi convidado para comandar o Ministério da Integração Nacional durante o 2º mandato. Geddel tomou posse no dia 16 de março e ocupou a função durante três anos, até 30 de março de 2010, quando se desincompatibilizou para disputar eleições a governador da Bahia.
Como ministro, Geddel viabilizou obras de infraestrutura paradas há anos, como os projetos de irrigação Baixio de Irecê e Salitre, em Juazeiro, ambas na Bahia.
Geddel esteve à frente do ministério também em questões relativas ao Programa Produzir, iniciativa de desenvolvimento sustentável que organiza comunidades interioranas para estimular sua capacidade empreendedora e contribuir com o aumento de renda através da produção e venda de produtos artesanais. No mesmo período, foram construídas 4 mil cisternas para armazenamento de água no interior do Nordeste, além de várias barragens, principalmente nas regiões Norte, Nordeste e Sul do país. Na Bahia, houve também a concessão de incentivos fiscais a 304 empresas que se instalaram no interior do estado.
Foi o principal responsável pela reeleição de João Henrique Carneiro à prefeitura de Salvador, em 2008.

### Denúncia de favorecimento
De acordo com uma reportagem do jornal O Globo, uma auditoria realizada pelo Tribunal de Contas da União (TCU), afirmou que durante a gestão de Geddel Vieira Lima a frente do Ministro da Integração Social, o Estado da Bahia foi favorecido em relação à liberação de verbas destinadas a ações de prevenção a catástrofes. Entre 2004 e 2009, a Bahia recebeu R$133,2 milhões, equivalente a 37,25 por cento do total de recursos liberados no período para ações de prevenção a desastres. Neste período, conseguiu liberar quase R$ 255 milhões para obras em 137 cidades da Bahia, principalmente na área de saneamento e abastecimento de água.

## Eleições 2010
Após se desincompatibilizar do cargo de ministro em 30 de março de 2010, Geddel se lançou como candidato ao Governo da Bahia nas eleições de 2010 pelo PMDB com a coligação "A Bahia Tem Pressa". Neste pleito, Geddel interagiu bastante com os internautas por meio de seu site campanha e do seu Twitter. Apesar do despejo de dinheiro público do Ministério em obras eleitoreiras na Bahia, Geddel terminou a eleição em 3º lugar, com um milhão e trinta e oito de votos (15,5 por cento dos votos válidos).
Geddel não conseguiu a neutralidade do então presidente Luiz Inácio Lula da Silva nas eleições para governador da Bahia em 2010, tendo sua candidatura derrotada por Jaques Wagner (PT-BA). Com o fracasso nas eleições foi nomeado vice-presidente de Pessoa Jurídica da Caixa Econômica Federal, entre 2011 e 2013.
Em 2011, fez uma aliança com ACM Neto, neto de seu histórico rival político, contra Jaques Wagner nas eleições municipais do ano seguinte. ACM Neto venceu com 53,51% dos votos válidos, derrotando o candidato de Wagner, o petista Nelson Pelegrino.
Pediu exoneração à presidente Dilma Rousseff via Twitter, para concorrer na eleição de 2014.

## Eleições 2014
Pré-candidato a governo do estado, pontuando de forma consistente nas pesquisas, Geddel decide apoiar a candidatura de Paulo Souto a governador, ocupando a vaga de candidato ao senado na chapa pela coligação "Unidos pela Bahia". Perdeu as eleições para Otto Alencar.
Presidente do PMDB na Bahia, foi um dos que se manifestaram pelo rompimento do partido com o governo Dilma.

## Ministro-chefe da Secretaria de Governo
Em maio de 2016, o então presidente interino Michel Temer convidou Geddel para o posto de Ministro-chefe da Secretaria de Governo, a fim de coordenar o relacionamento do presidente com o Congresso, movimentos e partidos, assim como o gerenciamento de crises institucionais.
Durante manobras no congresso para anistiar os políticos envolvidos com caixa dois, em setembro de 2016, afirmou em uma entrevista para a TV Globo, que caixa dois não é crime e que quem fez isso no passado não deveria ser punido. O presidente Temer que estava em viagem em Nova Iorque, prontamente respondeu que era uma opinião personalíssima de Geddel, não do governo.
Em novembro de 2016, envolveu-se em uma polêmica com o então Ministro da Cultura, Marcelo Calero. Calero afirmou à Polícia Federal que teria sido pressionado por Geddel, Temer e outros membros do governo para rever decisão do Iphan negando licença para um empreendimento imobiliário na Bahia, o Le Vue, no qual Geddel adquirira um apartamento. Ele negou a acusação.
O edifício seria erguido na Ladeira da Barra, ao lado de sítios históricos como o Cemitério dos Ingleses, o Forte de São Diogo e a Igreja de Santo Antônio da Barra. Segundo o último parecer do Iphan, o Le Vue deveria ter no máximo 13 andares, em vez dos 30 planejados. Em 2014 o prédio recebeu parecer contrário do Escritório Técnico de Licenciamento e Fiscalização, composto por técnicos do Iphan, do Instituto do Patrimônio Artístico Cultural da Bahia e da Secretaria Municipal de Urbanismo. Meses depois, este órgão colegiado foi extinto pelo então presidente do Iphan na Bahia, Carlos Amorim. A obra recebeu então o aval da prefeitura, comandada por um aliado de Geddel, o prefeito ACM Neto, com base em um parecer individual do coordenador-técnico do Iphan, Bruno Tavares. Em 2015, Geddel acusara os vereadores de Salvador de estarem cedendo ao assédio do banqueiro Marcos Mariani para serem contra um empreendimento imobiliário em área tombada. No início de 2016 a então presidente nacional do Iphan, Jurema Machado, emitiu parecer no qual conclui que o empreendimento não atendia às regras para a região e, na mesma época, o Instituto dos Arquitetos do Brasil entrou com uma ação civil pública pedindo a revisão do parecer que autorizara a obra.
Geddel foi acusado de ter usado o cargo para pressionar em diversas ocasiões o Ministério da Cultura, então responsável pelo Iphan, a revogar o parecer que impedia a construção. Um sobrinho e um primo do Geddel representariam os interesses do projeto imobiliário em processo que tramita no Iphan.

### Pedido de demissão
Ainda em 2016, no dia 25 de novembro, Geddel se demitiu do governo alegando desgaste familiar devido à crise com o caso Iphan, inserida no contexto mais amplo da crise político-econômica no país. A exoneração foi publicada no Diário Oficial da União.

Avolumaram-se as críticas sobre mim. Em Salvador, vejo o sofrimento dos meus familiares. Quem me conhece sabe ser esse o limite da dor que suporto. É hora de sair— trecho da nota de demissão de Geddel
Geddel foi o sexto ministro a deixar o governo Temer, sendo precedido por Marcelo Calero, Henrique Alves, Fábio Osório, Romero Jucá e Fabiano Silveira.

## Operações policiais

### Lava Jato
Em 2016, mensagens apreendidas pela Operação Lava Jato revelaram que Geddel pode ter usado sua influência política para atuar em favor de interesses da construtora OAS dentro da Caixa, na Secretaria de Aviação Civil e junto à Prefeitura de Salvador. Geddel afirmou que não foram cometidas "irregularidades".

### Cui Bono
Em janeiro de 2017, foi alvo de operação da Polícia Federal batizada de "Cui Bono?". Segundo a PF, o nome da operação é uma referência a uma expressão em latim que significa "a quem beneficia?”. A operação é um desdobramento da Operação Catilinárias.
Em 5 de setembro de 2017, a PF por determinação judicial prendeu em um apartamento em Salvador, oito malas e quatro caixas de dinheiro, durante a Operação Tesouro Perdido. Segundo as investigações o dinheiro fora desviado do fundo FI-FGTS. Durante as investigações, surgiu a suspeita de que Geddel estaria escondendo provas de atos ilícitos no apartamento no bairro da Graça, área nobre de Salvador. Em razão da grande quantidade de dinheiro, mesmo sendo contabilizado em máquinas, a PF levou 14 horas para conta-lo. Ao fim da contagem totalizou mais de 51 milhões de reais. Foi a maior apreensão de dinheiro vivo da história do país.
Em janeiro de 2019, a procuradora-geral da república Raquel Dodge pediu 80 anos de prisão para Geddel por este caso, pelos crimes de lavagem de dinheiro e associação criminosa, afirmando que o acusado possui "personalidade voltada para o crime".

### Operação Greenfield e prisão
No dia 3 de julho de 2017, Geddel Vieira Lima foi preso pela Polícia Federal na Bahia. A prisão ocorreu em caráter preventivo a partir das delações do doleiro Lúcio Bolonha Funaro, do empresário Joesley Batista e do diretor jurídico do grupo J&F, Francisco de Assis e Silva, por supostamente agir para atrapalhar as investigações.
De acordo com nota do Ministério Público Federal, o objetivo de Geddel seria evitar que o ex-presidente da Câmara, Eduardo Cunha (PMDB), e o próprio Lúcio Funaro firmem acordo de colaboração com o MPF. Para isso, o ex-ministro teria atuado para assegurar que ambos recebessem vantagens indevidas, além de "monitorar" o comportamento do doleiro para constrangê-lo a não fechar o acordo.
Em 12 julho de 2017, foi solto pela segunda instância da Justiça Federal em Brasília para cumprir pena em prisão domiciliar. A decisão foi proferida pelo desembargador Ney Bello, motivada por um pedido de liberdade feito pela defesa de Geddel.
Em 8 de setembro de 2017, voltou a ser preso preventivamente pela PF. O pedido foi feito pela instituição após o cumprimento de mandado de busca e apreensão no "bunker" onde foram encontrados mais de 51 milhões de reais em espécie. O pedido de prisão preventiva foi endossado pelo Ministério Público Federal, e acatado pelo juiz federal juiz Vallisney de Souza Oliveira.
As investigações da Polícia Federal mostraram que ele e sua família têm 12 fazendas no interior da Bahia que valeriam 67 milhões de reais. Segundo a PF, as fazendas seriam usadas para lavagem de dinheiro através de aluguel falso de máquinas agrícolas e operações com "gado de papel".

### Condenação
Em 22 de outubro de 2019, a Segunda Turma do Supremo Tribunal Federal (STF) condenou o ex-ministro Geddel Vieira Lima a 14 anos e dez meses de prisão em regime fechado e seu irmão, o ex-deputado Lúcio Vieira Lima, a dez anos e seis meses também em regime fechado.
Após a soltura, em entrevista a um podcast baiano, Geddel afinal confessou, depos de muitar negar, que o dinheiro apreendido no apartamento era para uma campanha eleitoral sua para governador da Bahia. Na entrevista disse que: "Eu reconheço que meu grave equívoco foi ter colocado o desejo de chegar a governador da Bahia acima dessa visão. Estou pagando o preço". A reportagem da revista Veja apontou também que o ex-deputado tinha pretensão de novamente se candidatar, comparando-se ao presidente Lula que igualmente passou um tempo preso.

## Condecorações
- 23.09.1997 - Ordem do Mérito Aeronáutico – Grau de Grande Oficial Brasília – DF[68]
- 28.05.1998 - Ordem de Rio Branco – Grau de Grande Oficial[69]
- 11.08.1999 - Ordem do Mérito Judiciário do Trabalho – Grau de Grande Oficial – Brasília – DF[70]
- 2000 - Ordem do Mérito Militar – Grau Comendador [1]
- 2007 - Ordem do Mérito Naval – Grau de Grande Oficial – Brasília – DF[70]
- 2007 - Medalha do Mérito Bombeiro Militar de Pernambuco[70]
- 2008 - Medalha da Defesa Civil do Distrito Federal[70]
- 2008 - Medalha do Mérito Bombeiro Militar do estado da Bahia[70]
- 2009 - Medalha do Pacificador do Comando do Exército[70]
- 2009 - Medalha do Mérito Alvorada do Governo do Distrito Federal[70]
- 2010 - Medalha: Tomé de Souza, da Câmara Municipal de Salvador[70]